# 渡辺久江
渡辺 久江（わたなべ ひさえ、1980年10月21日 - ）は、日本の女性総合格闘家、キックボクサー。栃木県鹿沼市出身。元DEEP女子ライト級王者。

## 来歴
2002年4月7日、SMACKGIRLの大門まい子戦で総合格闘技デビュー。同年12月月29日、SMACKGIRL JAPAN CUP 2002ライト級（52kg）トーナメントで決勝まで勝ち上がるがしなしさとこに敗れ準優勝となった。
2003年11月11日、キックボクシングルールでグレイシャアAkiと対戦し、1-2の判定負け。
2003年12月26日、初の海外遠征を行い、タイのフューチャーパークにあるランシット屋外特設リングで行われたテレビマッチで、インターナショナル女子ムエタイライトフライ級王座決定戦に出場。ナムリンノーイ・アールサヤームを5R判定2-1で下し、デビュー3戦目でムエタイ王者となった。
2004年5月7日、TBS『黄金筋肉』の女子総合格闘技最強女王決定トーナメントに出場、決勝で金子真理に判定勝ちし優勝。
2005年春、AJジムをやめ、フリーランスとなった。魔裟斗と同じマネージメント会社所属となり、シルバーウルフで練習を積む。5月25日、渡邊 久江から渡辺 久江に改名。
2005年6月28日、SMACKGIRL 2005 ～Road to Dynamic!!～で行われた初代SMACKGIRLライト級王座決定戦で辻結花と対戦し、腕ひしぎ十字固めで一本負けを喫し王座獲得に失敗した。
2006年8月4日、DEEP初出場となったDEEP 25 IMPACTで行われたDEEP女子ライト級（48kg）王座決定戦で、しなしさとこと対戦し、1ラウンドKO勝ち。4年前の雪辱に成功、しなしのデビューからの無敗記録を23で止めるとともにDEEP女子ライト級王座の獲得に成功した。
2007年2月16日、DEEP 28 IMPACTでハム・ソヒに0-3の判定負け。
2007年8月5日、DEEP 31 IMPACTで行われたDEEP女子ライト級タイトルマッチで挑戦者のMIKUと対戦し、0-2の判定負けを喫し王座から陥落した。
2008年1月17日、自身のブログにて元旦に漫画家のSP☆なかてまと入籍したことを明らかにした（後に離婚）。その後5月29日付で、格闘技生活を引退することがマネージメント会社を通して発表された。
2009年4月15日に開催予定であったタイのムエタイの大会で復帰戦を行うことが発表されていたが、直前の反政府デモの影響を受け大会が延期となった。
2009年8月11日、シュートボクシング「Girls S-cup 2009」のスペシャルエキシビションマッチ（1R JEWELSルール、2R シュートボクシングルール）で藤井惠と対戦した。
2010年4月11日、2年4か月ぶりの試合をシュートボクシングの維新-ISHIN- 其の弐で井川恵と対戦し、左フックでTKO勝ち。当初はRENAと対戦予定であったが、RENAの負傷欠場により対戦相手が変更となった。
2010年7月19日、REBELS 3のWPMF日本女子ミニフライ級王者決定戦でLittle Tigerと対戦し、1-1の判定ドローで王座獲得ならず。
2010年8月29日、SHOOT BOXING WORLD TOURNAMENT Girls S-cup 2010に出場。トーナメントの1回戦でRENAと対戦し、TKO負けを喫した。
2016年2月7日、WSOF-GC 2 JAPANで約5年ぶりの復帰戦を行いイ・イェジにKO勝ち。
2021年10月31日、リングネームを久遠（ひさえ）に改め、約5年ぶりに試合を行い、DUEL 22で祥子JSKに判定負け。
2022年1月16日、PROFESSIONAL SHOOTO 2022 開幕戦で行われたインフィニティリーグ2022 初代女子アトム級王座決定リーグ戦で、加藤春菜と対戦し、1Rに腕ひしぎ十字固めによる一本勝ちを収めた。しかしその後3連敗を喫し、勝ち点4の3位タイでリーグ戦を終えた。
2023年より再びリングネームを渡辺久江に戻す。

## 人物・エピソード
- 中学時代はテニス部に所属。
- 学生時代はギャルだった。
- 端正な容姿を活かし、BODYMAKERなどのモデルを務めていた。同社からコラボTシャツが発売されたこともある。
- 2005年から下着メーカーのピーチ・ジョンがスポンサーとなっていた。
- 2003年4月2日に大門まい子を判定で下し雪辱を果たした後、同郷のガッツ石松から激励を受けた。
- 郷野聡寛が2005年3月に行われる試合に勝利した際に渡辺との1日デート企画をセッティングするように運営側に要求したことがあった。それを受けて渡辺も一応了承したものの、郷野は敗北を喫した。

## 入場テーマ曲
- 「Rockin'at the Ace Cafe (CAFE RACER mix)」 Martin Craig

## 戦績

### 総合格闘技
| 総合格闘技 戦績 | 総合格闘技 戦績 | 総合格闘技 戦績 | 総合格闘技 戦績 | 総合格闘技 戦績 | 総合格闘技 戦績 | 総合格闘技 戦績 |
| --------------- | --------------- | --------------- | --------------- | --------------- | --------------- | --------------- |
| 32 試合         | (T)KO           | 一本            | 判定            | その他          | 引き分け        | 無効試合        |
| 21 勝           | 12              | 4               | 5               | 0               | 2               | 0               |
| 9 敗            | 1               | 5               | 2               | 1               | 2               | 0               |

| 勝敗 | 対戦相手                         | 試合結果                                   | 大会名                                                                                            | 開催年月日     |
| △    | 玉田育子                         | 5分2R終了 判定1-0                          | COLORS Produce by SHOOTO                                                                          | 2023年5月21日  |
| ×    | 中村未来                         | 1R 4:59 TKO（パウンド）                    | プロフェッショナル修斗 2022 Vol.7 【インフィニティリーグ2022 初代女子アトム級王座決定リーグ戦】   | 2022年11月27日 |
| ×    | 小生由紀                         | 2R 2:13 腕ひしぎ十字固め                   | プロフェッショナル修斗 2022 Vol.6 【インフィニティリーグ2022 初代女子アトム級王座決定リーグ戦】   | 2022年9月19日  |
| ×    | 澤田千優                         | 2R 0:59 リアネイキッドチョーク             | プロフェッショナル修斗 2022 Vol.3 【インフィニティリーグ2022 初代女子アトム級王座決定リーグ戦】   | 2022年5月22日  |
| ○    | 加藤春菜                         | 1R 1:55 腕ひしぎ十字固め                   | プロフェッショナル修斗 2022 開幕戦 【インフィニティリーグ2022 初代女子アトム級王座決定リーグ戦】  | 2022年1月16日  |
| △    | パク・ジョンウン                 | 5分2R終了 判定0-1                          | VTJ in OSAKA                                                                                      | 2016年6月19日  |
| ○    | イ・イェジ                       | 2R 3:00 TKO（右フック）                    | WSOF GC 2: Japan 1                                                                                | 2016年2月7日   |
| ○    | ゲンカーム・ルークチャオポーカム | 1R 1:54 腕ひしぎ十字固め                   | DEEP 33 IMPACT                                                                                    | 2007年12月12日 |
| ×    | MIKU                             | 5分3R終了 判定0-2                          | DEEP 31 IMPACT 【DEEP女子ライト級タイトルマッチ】                                                 | 2007年8月5日   |
| ○    | 吉田正子                         | 2R 1:19 腕ひしぎ十字固め                   | DEEP 29 IMPACT                                                                                    | 2007年4月13日  |
| ×    | ハム・ソヒ                       | 5分2R終了 判定0-3                          | DEEP 28 IMPACT                                                                                    | 2007年2月16日  |
| ○    | しなしさとこ                     | 1R 3:54 KO（右フック）                     | DEEP 25 IMPACT 【DEEP女子ライト級王者決定戦】                                                     | 2006年8月4日   |
| ○    | 15                               | 2R 0:31 KO（右ショートフック）             | SMACKGIRL 2006 〜女神降臨〜                                                                       | 2006年2月15日  |
| ○    | 茂木康子                         | 1R 4:03 TKO（3ダウン：スタンドでのパンチ） | SMACKGIRL 2005 〜最軽量記念日〜                                                                   | 2005年11月29日 |
| ○    | 舞                               | 5分2R終了 判定3-0                          | SMACKGIRL 2005 〜Dynamic!!〜                                                                      | 2005年8月17日  |
| ×    | 辻結花                           | 1R 3:51 腕ひしぎ十字固め                   | SMACKGIRL 2005 〜Road to Dynamic!!〜 【初代SMACKGIRLライト級女王決定戦】                          | 2005年6月28日  |
| ○    | 大室奈緒子                       | 3分5R終了 判定3-0                          | PANCRASE 2005 SPIRAL TOUR                                                                         | 2005年3月6日   |
| ○    | 渡邊浩財子                       | 2R 1:07 KO（右ストレート）                 | PANCRASE 2004 BRAVE TOUR                                                                          | 2004年12月21日 |
| ○    | 金子真理                         | 5分3R終了 判定3-0                          | 黄金筋肉 女子総合格闘技 最強女王決定トーナメント 【決勝】                                         | 2004年5月7日   |
| ○    | 星野久子                         | 1R 2:07 腕ひしぎ十字固め                   | 黄金筋肉 女子総合格闘技 最強女王決定トーナメント 【準決勝】                                       | 2004年5月7日   |
| ○    | 酒井真紀                         | 1R 1:07 KO（右ストレート）                 | 黄金筋肉 女子総合格闘技 最強女王決定トーナメント 【1回戦】                                        | 2004年5月7日   |
| ○    | カロリン・フブレクツ             | 2R 2:28 KO（パンチ）                       | SMACKGIRL Third Season-VI                                                                         | 2003年8月6日   |
| ○    | ベッタ・ヨン                     | 1R 2:33 KO（パンチ）                       | SMACKGIRL Third Season-IV                                                                         | 2003年6月4日   |
| ○    | 松川敬子                         | 1R 3:05 TKO（3ダウン：右ストレート）       | SMACKGIRL Third Season-III                                                                        | 2003年5月7日   |
| ○    | 大門まい子                       | 5分3R終了 判定3-0                          | SMACKGIRL Third Season-II                                                                         | 2003年4月2日   |
| ×    | しなしさとこ                     | 2R 0:34 ヒールホールド                     | SMACKGIRL JAPAN CUP 2002 GRAND FINAL 〜The Last Performance of 2002 【ライト級トーナメント 決勝】 | 2002年12月29日 |
| ○    | 山田純琴                         | 1R 1:31 KO（パンチ）                       | SMACKGIRL JAPAN CUP 2002 エピソードII 【ライト級トーナメント 準決勝】                             | 2002年11月9日  |
| ○    | 喜多雅恵                         | 2R 0:32 TKO（パンチ）                      | SMACKGIRL JAPAN CUP 2002 開幕戦 【ライト級トーナメント 1回戦】                                    | 2002年10月5日  |
| ×    | 金子真理                         | 2R 3:54 腕ひしぎ十字固め                   | SMACKGIRL 〜Summer Gate 2002〜                                                                    | 2002年8月4日   |
| ○    | EIKA                             | 1R 1:47 TKO（3ダウン）                     | SMACKGIRL 〜SMACK LEGEND 2002〜                                                                   | 2002年6月1日   |
| ○    | 大室奈緒子                       | 5分3R終了 判定3-0                          | SMACKGIRL 〜GOLDEN GATE 2002〜                                                                    | 2002年5月6日   |
| ×    | 大門まい子                       | 1R 2:12 失格（グラウンドでの顔面パンチ）   | SMACKGIRL 〜ROYAL SMACK 2002〜                                                                    | 2002年4月7日   |

### キックボクシング
| 勝敗 | 対戦相手                       | 試合結果                         | 大会名                                                                             | 開催年月日     |
| ×    | Yuka☆                          | 2分3R終了 判定0-3                | BURST                                                                              | 2024年7月20日  |
| ×    | RINA                           | 2分3R終了 判定0-3                | DUEL 24                                                                            | 2022年7月3日   |
| △    | KAREN                          | 2分5R終了 判定1-1                | 戦場 20                                                                            | 2022年3月20日  |
| ×    | 祥子JSK                        | 2分3R終了 判定0-3                | DUEL 22                                                                            | 2021年10月31日 |
| ○    | 岡田敦子                       | 2分3R終了 判定3-0                | 被災地復興チャリティー NIPPON FIGHT                                                | 2016年12月31日 |
| ×    | RENA                           | 2R 1:50 TKO（2ダウン：左膝蹴り） | SHOOT BOXING WORLD TOURNAMENT Girls S-cup 2010 【Girls S-cup 2010 1回戦】          | 2010年8月29日  |
| △    | Little Tiger                   | 2分5R終了 判定1-1                | REBELS 3 【WPMF日本女子ミニフライ級王者決定戦】                                    | 2010年7月19日  |
| ○    | 山田純琴                       | 2分3R終了 判定3-0                | SHOOT BOXING 25TH ANNIVERSARY SERIES 第3戦 維新-ISHIN- 其の参                      | 2010年6月6日   |
| ○    | 井川恵                         | 3R 1:25 TKO（左フック）          | SHOOT BOXING 25TH ANNIVERSARY SERIES 第2戦 維新-ISHIN- 其の弐                      | 2010年4月11日  |
| ○    | ヤン・ジョンオゥン             | 2R 0:40 TKO（タオル投入）        | club DEEP 浜松【キックルール】                                                     | 2007年10月21日 |
| ×    | ジェット・イズミ               | 3分3R終了 判定0-3                | IKUSA GP -U60 SUPERSTAR☆Z TOURNAMENT -FINAL STAGE- 【IKUSA -U50 初代戦女王決定戦】 | 2005年9月19日  |
| ○    | 琉華                           | 3分3R終了 判定3-0                | WOLF REVOLUTION                                                                    | 2005年5月25日  |
| ○    | ジャクリーン・ロース           | 2分5R終了 判定3-0                | Girls SHOCK V                                                                      | 2004年6月27日  |
| ○    | サブリナ・レイ                 | 2分5R終了 判定3-0                | GIRLS STANDING FIGHT - Girls SHOCK IV                                              | 2004年3月7日   |
| ○    | ナムリンノーイ・アールサヤーム | 2分5R終了 判定2-1                | タイ女子ムエタイ大会 【インターナショナル女子ムエタイライトフライ級王座決定戦】    | 2003年12月26日 |
| ×    | グレイシャアAki                | 2分5R終了 判定1-2                | GIRLS STANDING FIGHT - Girls SHOCK III                                             | 2003年11月11日 |
| ○    | 大島椿                         | 2分3R終了 判定3-0                | GIRLS STANDING FIGHT 1st.BOUT - Girls SHOCK!                                       | 2003年1月26日  |

### ボクシング
| 勝敗 | 対戦相手         | 試合結果          | 大会名                           | 開催年月日     |
| △    | 鬼鞍幸子         | 2分6R終了 判定1-1 | JWBC「FIGHTING ANGEL pt.2」      | 2003年6月25日  |
| ○    | 山田香子         | 2分4R終了 判定2-0 | JWBC「王道 〜Road to the TOP〜」 | 2003年3月14日  |
| ○    | ジプシー・タエコ | 2分4R終了 判定2-0 | JWBC「FIGHTING GIRL pt.4」       | 2002年12月18日 |
| ×    | 袖岡裕子         | 2分4R終了 判定0-2 | JWBC「FIGHTING GIRL pt.3」       | 2002年9月7日   |

## 獲得タイトル
- 黄金筋肉 女子総合格闘技 最強女王決定トーナメント 優勝
- 初代DEEP女子ライト級王座